# アルタイル (月面着陸機)
アルタイルまたはアルテア (Altair)、旧称月面接近区画は、アメリカ合衆国のNASAがコンステレーション計画で使用することを構想していた、月着陸用のランダーである。同計画は、2019年までに宇宙飛行士を月に着陸させることを目標にしていた。
アルタイルは月面短期滞在や長期滞在などの飛行で使用されるはずだったが、2010年2月1日、オバマ大統領は2011年度予算でコンステレーション計画を中止する意向を表明した。

## 名称
2007年12月13日、NASAは計画中であった月面接近区画（Lunar Surface Access Module, LSAM）の名称を、わし座（Aquila）にある北半球で12番目に明るい星にちなんで「アルタイル（Altair）」とすることを発表した。「Aquila（アクイラ）」はラテン語で鷲を意味し、アポロ11号で史上初の有人月面着陸を達成した着陸船イーグル号にも関連している。また「Altair」という語自体はアラビア語の「الطائر（al-ṭā'ir）」がラテン語化したもので、「鷲」「鳥」「空を飛ぶもの」を意味している。
「アルタイル」を発表する前は、NASAは他の様々な候補名を検討していたと報告されている。

## 詳細
コンステレーション計画の中止が決定するまで、アルタイルについては概念的な企画が検討されている段階で、実機は1機も製造されていなかった。計画では、2018年の月面着陸を目指していた。
アルタイルはアポロの月着陸船（LM）と同様、二段式とすることが構想されていた。このうち下降段には燃料、電力、飛行士の呼吸用酸素などの消耗品の大部分が搭載され、上昇段には飛行士が搭乗し、生命維持装置、上昇用ロケットおよびその燃料などが搭載される計画だった。船室の形状はLMのような円筒形である。当初はアポロの時と同様、その角張った外観にもかかわらず円筒は横置きにされる予定だったが、後に縦置きに変更された。アポロと違うのは定員が2名から4名へと倍増していることで、飛行士が月面に滞在している間、無人のオリオン宇宙船が月周回軌道上にとどまることになっていた。
またアルタイルは地球を離れて（宇宙空間あるいは月面上で）210日間にわたって活動することができ、アポロ応用計画で企画されたような無人の月面補給基地として稼働することも可能となる予定だった。
アルタイルは、以下のような三つの異なる使用方法を選択することができるとされていた。
1. 有人短期月面滞在（月面での船外活動を行う）
2. 有人長期月面滞在（飛行士は月面に降りず、船内にとどまったまま）
3. 無人補給（月面に15トン以上の物資を運ぶことが可能）

LMと同じように、アルタイルには母船のオリオンからの移乗用と、月面活動用の二箇所のハッチが設けられている。ただしLMとは違い、アルタイルの月面活動用のハッチはスペースシャトルや国際宇宙ステーション（International Space Station, ISS）に使用されているような、気密室を持った二重構造になっている。船室と宇宙空間の間に気密室を設けることで、飛行士が宇宙服を着脱する際に月面から機器に悪影響を与えるおそれのある微細な粒子を船内に持ち込むことを防ぎ、船室の気圧を保つことを可能にしている。アポロの場合は船外活動をする際は船室全体が減圧されたが、ハッチを二重構造にしておけば、仮に宇宙服が故障するような事態が発生しても飛行士は速やかに船内に戻ることができるし、また他の飛行士たちも7日間にわたる月面滞在で行う船外活動を犠牲にすることなく、任務を完遂することができる。また気密室は下降段に設置されるので、もし船外活動を伴わない長期月面滞在だけを行う場合には、最初から取りつけないでおくこともできる。
打ち上げ用ロケットのアレスVに搭載できる貨物の寸法は直径10m以内、高さ14.9m以下と決まっているので、その規格に合わせるべく脚は引き込めるようになっている。
また船内にはISSやロシアのソユーズ宇宙船に使用されているような小型のトイレや、アポロ計画であったような「凍りついた」食事をなくすための加熱器、レーザー誘導式の（レーダー補助つき）距離測定器、発展型の無人月周回衛星が収集したデータを使用するシステム、グラス・コックピットやボーイング787のものを元にしてオリオン宇宙船のために特別に開発されたコンピューターシステムなどが搭載されている。

### ロケットエンジン
アルタイルのロケットエンジンの燃料には、下降段には現行の極低温推進剤が、上昇段には常温で保存可能な自己着火性推進剤が使用される予定であった。アポロの月着陸船では、コンピューターについてもロケットの燃焼システムについても、当時における最高の技術が結集された。ロケットに関しては、上昇・下降段とも点火装置を必要としない混ぜ合わせただけで着火する燃料システムを採用し、長期間の保存を可能とした。低温式にするにしても常温式にするにしても、アポロのLMと同様、燃料の供給には多くのロケットに使われているような故障しやすいポンプではなく、高圧のヘリウムガスを使用する必要がある。
また宇宙船は（月の）赤道に沿うような軌道や、逆に高い傾斜角を持つ軌道からでも、北極や南極地域に着陸できるような能力が必要とされる。アルタイルはオリオンとドッキングしたまま月に向かうが、オリオンに搭載されているエアロジェット社製のAJ-10ロケットの推力とその燃料の量では、全体を月周回軌道に投入させるには不十分なのである（無人のアルタイルを月面に着陸させる時でも条件は厳しい）。下降段には、液体水素と液体酸素を燃料とするRL-10エンジン（現在でもデルタIVの上段ロケットや、アトラスの第二段セントールなどに使われている）の改良型を使用する。上昇段にはオリオンと同様、AJ-10が1機だけ搭載される。
当初NASAは、上昇段には液体酸素と液化メタン（LCH4）の組み合わせを採用したがっていた。将来的な火星飛行では、搭乗員が火星の表面で長期にわたって生活する可能性がある。その際の鍵を握るのが、サバティエ反応である。ニッケルを触媒として水素と二酸化炭素を高温高圧状態に置けば、メタンと水が生成される。これをサバティエ反応と呼ぶ。この方式を使えば、熱源と触媒さえ地球から持って行けば、火星にあるCO2や水素を使って燃料や呼吸用の酸素なども調達できるのである（酸素は水を電気分解することで得られる）。しかしながらコストが増大したことやメタンロケットに関する技術が未成熟だったことから、NASAは従来の極低温推進剤や自己着火性推進剤を採用せざるを得なかった。しかしながら将来的に恒久月面基地が築かれる段階になれば、アルタイルの改良型にはメタンロケットが使用されるはずである。

## 軌道上での接合
アレスV重量運搬ロケットの2段目である地球離脱ステージ（Earth Departure Stage, EDS）によってアルタイルは地球周回低軌道に投入される。そのあとオリオン宇宙船がアレスI で同じ軌道に投入される。両者は低軌道上でランデブーとドッキングをした後、一体となって月へと向かうのである。無人のアルタイルが月に行く場合、オリオン宇宙船は、EDSが（アポロの『待機軌道』と同じように）低軌道で1回目の噴射をするのと、地球を離脱するための二回目の噴射をする間に点検を受けることになっている。

## 本部および開発
アルタイルの開発は、ジョンソン宇宙センター（Johnson Space Center, JSC）に本部を置く「コンステレーション月着陸計画室」が行っていた。JSCはアポロ計画に参加した宇宙飛行士や関連企業、大学などの協力を受けながら、宇宙船の構造の開発を担当する。機体の複合構造や様々な形態を研究開発するための模型を使っての実験なども、JSCによって行われる予定だった。アポロ計画で月着陸船の開発を担当したノースロップ・グラマン社も、宇宙船の基本的な設計概念を担当する企業として契約していた。

## 後継計画
コンステレーション計画の後継のアルテミス計画では、月着陸船の開発・運用は、2021年4月17日、NASAによりスペースXが選定された。